# Брюгент (річка)
Брюгент — річка яка є притокою річки Тер зліва. Вона бере початок у Сьєрра-дель-Корб, в муніципалітеті Сан-Феліу-де-Палларольс, і пролягає 22 км через регіони Ла-Сельва та Ла-Гарроча, перш ніж впасти в Тер в Амері.
Його басейн простягається вздовж муніципалітетів Сан-Феліу-де-Паллерольс, Лас-Планас і Амер і обрамлений між східними горами Сьєрра-де- Коллскабра та західним схилом гірського хребта, утвореного Сьєрра-де-лас-Медас і скелями Сан-Рок де Амер.
Вона виділяється як притока тим, що першою впадає в нижню течію Теру та має важливий водний внесок.

## Басейни
Протягом усього маршруту ви можете знайти численні басейни, особливо у вулканічній частині маршруту, від Сан-Феліу до басейну Санта-Маргарида, повз місто Лас-Планас. Виділяються такі:
- Басейн Вальс
- Басейн Мола
- чорний басейн
- Басейн квартири
- Басейн Дюран